# 八木仁志
八木 仁志（やぎ ひとし、1960年3月1日 - ）は、日本の写真家。(社)日本写真協会(P.S.J)・(社)日本写真家協会(J.P.S)会員。東京都品川区出身、神奈川県相模原市在住。

## 主な写真集
- 『逢いたくば-ブラジル移民100年の肖像-』2008年、ART BOXインターナショナル